# Barnim VI av Pommern
Barnim VI av Pommern, död 1405, var regerande hertig av Pommern–Wolgast mellan 1394 och 1405. 